# Премія Ромуло Гальєгоса
Премія Ромуло Гальєгоса (ісп. Premio Rómulo Gallegos, Premio Internacional de Novela Rómulo Gallegos) — літературна премія за іспаномовний роман, започаткована 6 серпня 1964 року декретом президента Венесуели на честь видатного венесуельського письменника й політичного діяча Ромуло Гальєгоса.

## Історія
Премію було започатковано у період «буму» латиноамериканської романістики й первинно надавалась тільки письменникам з Латинської Америки — імена трьох перших лауреатів премії саме й позначили згаданий бум. З 1995 року премія надається іспаномовним авторам романів, написаних упродовж двох останніх років, не залежно від країни їхнього походження та проживання — першим із таких став іспанський письменник Хав'єр Маріас.
Спочатку премія надавалась кожні п'ять років, з 1987 року — кожні два роки. Нині премія, поряд із премією, що має ім'я Хуана Рульфо, розглядається як найбільша літературна нагорода Латинської Америки.

## Процедура
Рішення приймається більшістю журі, що нині складається з п'яти критиків, які представляють чотири латиноамериканські країни — Венесуелу, Кубу, Чилі й Еквадор. Премію присуджує уряд Венесуели через Центр латиноамериканських досліджень імені Ромуло Гальєгоса (CELARG).
Переможець отримує золоту медаль, диплом і грошову винагороду у 100 тисяч євро. Церемонія нагородження відбувається у день народження Ромуло Гальєгоса — 2 серпня.

## Лауреати
- 1967 — Маріо Варгас Льоса Зелений дім
- 1972 — Габріель Гарсія Маркес Сто років самотності
- 1977 — Карлос Фуентес Terra Nostra
- 1982 — Фернандо дель Пасо Палінур Мексиканський
- 1987 — Абель Поссе Райскі пси
- 1989 — Мануель Мехіа Вальєхо Будинок під двома пальмами
- 1991 — Артуро Услар П'єтрі Подорож у часі
- 1993 — Мемпо Джардінеллі Інквізиція пам'яті
- 1995 — Хав'єр Маріас В годину битви завтра згадай про мене
- 1997 — Анхелес Мастретта Любовна хвороба
- 1999 — Роберто Боланьо Озвірілі сищики
- 2001 — Енріке Віла-Матас Шлях вертикаллю
- 2003 — Фернандо Вайєхо Провалля
- 2005 — Ісак Роса Нікчемне минуле
- 2007 — Елена Понятовска Поїзд проходить першим
- 2009 — Вільям Оспіна Країна прянощів
- 2011 — Рікардо Пілья Blanco nocturno
- 2013 — Едуардо Лало «Simone» (Пуерто-Ріко)
- 2015 — Пабло Монтоя «Tríptico de la Infamia» (Колумбія)
- 2020 — Перла Суес «Країна диявола» (Аргентина)